# Si Dios me quita la vida
Si Dios me quita la vida (lit. Se Deus me tira a vida) é uma telenovela mexicana produzida pela Televisa e exibida entre 20 de fevereiro e 11 de agosto de 1995, substituindo Imperio de cristal e sendo substituída por María la del Barrio, em 125 capítulos de meia hora.
A trama é um remake da novela La leona, produzida em 1961.  
Foi protagonizada por Daniela Romo, César Évora e Enrique Lizalde e antagonizada por Omar Fierro, Alma Muriel, Fernando Balzaretti, Blanca Guerra e Luís Felipe Tovar.

## Exibição

### México
Foi reprisada pela primeira vez pelo canal TLNovelas entre 24 de maio a 12 de novembro de 1999.
Foi reprisada pela segunda vez pelo TLNovelas entre 31 de agosto e 20 de novembro de 2009, substituindo Velo de novia e sendo substituída por Pobre niña rica.

### Portugal
Foi exibida pela RTP1, de 29 de abril a 22 de junho de 1996 à tarde, substituindo Rosto de Mulher e sendo substituída por Azul.

## Sinopse
María Sánchez Amaro nasceu em uma família acomodada e educada, debaixo dos estritos códigos morais da época. Sua vida está marcada por três homens: Alfredo, um sedutor com quem se casa e tem uma filha; Enrico, um homem maduro, generoso e protetor, com quem ela realiza um segundo matrimonio. E Antonio, que de repente entra na sua vida com a promessa do verdadeiro amor.
Depois de padecer aos maus tratos e à traição de Alfredo, María fica sozinha com sua filha, quando ele vai preso. Ela segue adiante graças a sua bela voz. Porém quando Alfredo sai da cadeia e volta a atormentá-la, María cai nos braços de Enrico, cativada por seu amor e bondade.
Então aparece Antonio, um homem que há muitos anos recebeu proteção de Enrico, quando chegou fugindo de seu país, acusado de um crime que não cometeu. Antonio se apaixona perdidamente pela esposa do homem que mais gosta e respeita,e ela lhe corresponde, ainda que ambos tentam resistir a este amor atormentado e impossível.

## Elenco
- Daniela Romo - María Sánchez Amaro
- César Évora - Antonio Foscari
- Enrique Lizalde - Enrico De Marchi
- Omar Fierro - Alfredo Román
- Alma Muriel - Eva Ugarte vda. de Sánchez Amaro / Eva Ugarte de Hernández
- Rafael Rojas - Francesco De Marchi
- Adriana Roel - Doña Fedora Foscari
- Julieta Egurrola - Antonieta Vidal
- Martha Ofelia Galindo - Gilda
- Alonso Echánove - Tomás Esquivel
- Luis Felipe Tovar - Gregorio "Goyo" Jiménez
- José Elías Moreno - Raúl Guevara
- Karyme Lozano - Esther "Teté" Román Sánchez
- Blanca Guerra - Virginia Hernández
- Fernando Balzaretti - Santiago Hernández
- Wendy de los Cobos - Dinorah Moreno
- Gustavo Rojo - Don Jesús Sánchez Amaro
- Tiaré Scanda - Rosario
- Amparo Garrido - Griselda
- Renée Varsi - Lucía
- Juan Carlos Colombo - Tenente Pablo García

## Prêmios e indicações

### Prêmio TVyNovelas 1996
| Categoria             | Indicado(a)     | Resultado |
| --------------------- | --------------- | --------- |
| Melhor ator principal | Enrique Lizalde | Venceu    |
| Melhor cenário        | Sandra Cortés   | Venceu    |